# Grand Belial’s Key
Grand Belial’s Key – amerykański zespół blackmetalowy z Oakton założony w 1992 roku.
Zespół bardzo kontrowersyjny ze względu na swój silnie antychrześcijański i satanistyczny przekaz, profanowanie wizerunków Matki Boskiej i Jezusa Chrystusa (między innymi okładki przedstawiające postacie biblijne z domalowanymi blackmetalowymi corpse paintingami), a także rasistowską i antysemicką ideologię oraz sympatyzowanie z neonazistami. Dodatkowo ich teksty są bardzo wulgarne, pełne seksualnej perwersji, rytualnych orgii i mordów, mają ukryte skrajnie satanistyczne przesłanie. Sami muzycy związani z zespołem również są postaciami kontrowersyjnymi. Lilith, odpowiedzialna za klawisze, popełniła samobójstwo, były basista Der Sturmer dokonał brutalnego samookaleczenia, przez co częściowo stracił władzę w prawej ręce, a wokalista Grimnir Wotansvolk zmarł na skutek przedawkowania narkotyków. Natomiast obsceniczne zachowanie muzyków na jednym z koncertów (oddawanie uryny na figurki Matki Boskiej na scenie, czy nawoływanie do nienawiści), doprowadziło do przerwania występu przez organizatorów, a trasa koncertowa po Europie została odwołana po protestach niemieckich aktywistów.
Zespół rozpadł się po tragicznej śmierci wokalisty Richarda Millsa w 2006 roku, jednak reaktywował się w roku 2009.
Zespół wypromowała polska wytwórnia Pagan Records.

## Muzycy
Ostatni znany skład zespołu
- Grimnir Wotansvolk (Richard Mills) – śpiew
- Gelal Necrosodomy – gitara elektryczna (Arghoslent)
- Demonic – gitara basowa (Doomstone)
- The Gulag – instrumenty perkusyjne (Arghoslent)

Byli członkowie zespołu
- Lord Vlad Luciferian (Lord Kaiaphas) – instrumenty perkusyjne, śpiew (Ancient)
- Lilith – instrumenty klawiszowe
- Der Stürmer – gitara basowa
- The Black Lourde of Crucifixion – instrumenty perkusyjne, śpiew

## Dyskografia
- Goat of a Thousand Young (demo) (1992)
- Triumph of the Hordes (demo) (1994)
- A Witness to the Regicide (EP) (1996)
- Mocking the Philanthropist (LP) (1997)
- The Tricifixion of Swine (EP) (2000)
- Judeobeast Assassination (LP) (2001)
- On a Mule Rides the Swindler (EP) (2005)
- Kosherat (2006)